# Die Tochter (film 2017)
Die Tochter è un film del 2017 diretto da Mascha Schilinski.

## Trama
Dopo due anni dalla loro separazione, Hannah e Jimmy si ritrovano insieme per la prima volta sull'isola greca dove si erano lasciati. Nonostante la presenza della piccola Luca, la figlia di sette anni che entrambi amano, tra i due ex riaffiorano vecchie tensioni e conflittualità mai risolte. Hannah non riesce a nascondere la gelosia che prova per il rapporto che lega Jimmy alla bambina e che scatena la sua aggressività. Quando però, inaspettatamente, Jimmy e Hannh tornano insieme, il mondo di Luca viene sconvolto. Già tradita una volta dai genitori a causa della loro separazione, adesso Luca non vuole accettare passivamente che i due adulti rimettano in discussione la serenità che lei era riuscita a raggiungere per conto suo.

## Produzione
Il film fu prodotto dalla Das Kleine Fernsehspiel (ZDF) e dalla Ente Kross Film.

## Distribuzione
Il film è stato presentato il 12 e il 13 febbraio 2017 al Festival di Berlino nella sezione Perspektive Deutsches Kino.